# George Spencer-Churchill, VIII duca di Marlborough
George Charles Spencer-Churchill, VIII duca di Marlborough (13 maggio 1844 – Blenheim Palace, 9 novembre 1892), è stato un nobile e ufficiale britannico.

## Biografia

### Infanzia ed educazione
George Spencer-Churchill era il figlio maggiore di John Spencer-Churchill, VII duca di Marlborough, e di Lady Frances Anne Vane, figlia di Charles Stewart, III marchese di Londonderry. Era il fratello maggiore di Lord Randolph Churchill, nonché lo zio di Winston Churchill.
Come già il padre il fratello fu educato presso Eton College, dal 1857 al 1860.

### Carriera politica
Da principio il Marchese di Blandford intraprese la carriera militare, come da tradizione di famiglia. Nel 1863 ottenne il grado di Luogotenente del reggimento delle Royal Horse Guards. Fu iniziato in Massoneria nel gennaio del 1871 a Londra, insieme al fratello minore lord Randolph, presso la Churchill Lodge, intitolata ad un suo antenato, eminente massone, lord Henry John Spencer-Churchill (1797-1840).
Politicamente fu scarsamente attivo. Di lui sono conservati 39 interventi alla Camera dei Lords negli anni 1884-1890, principalmente su temi di politica interna ed economica, come la riforma fondiaria e delle compagnie telegrafiche, ma anche sulla riforma elettorale e su temi di politica estera, coma la Questione d'oriente.

### Primo matrimonio

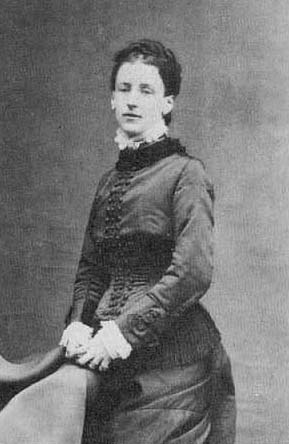
Lady Albertha Frances Anne Hamilton

Sposò, l'8 novembre 1869, Lady Albertha Frances Anne Hamilton, figlia di James Hamilton, I duca di Abercorn. La Duchessa fu scortesemente descritta dalla suocera come "stupida, pia e ottusa". La coppia divorziò il 20 novembre 1883, poco dopo che il marito ebbe ereditato il titolo ducale alla morte del padre. Ebbero quattro figli.

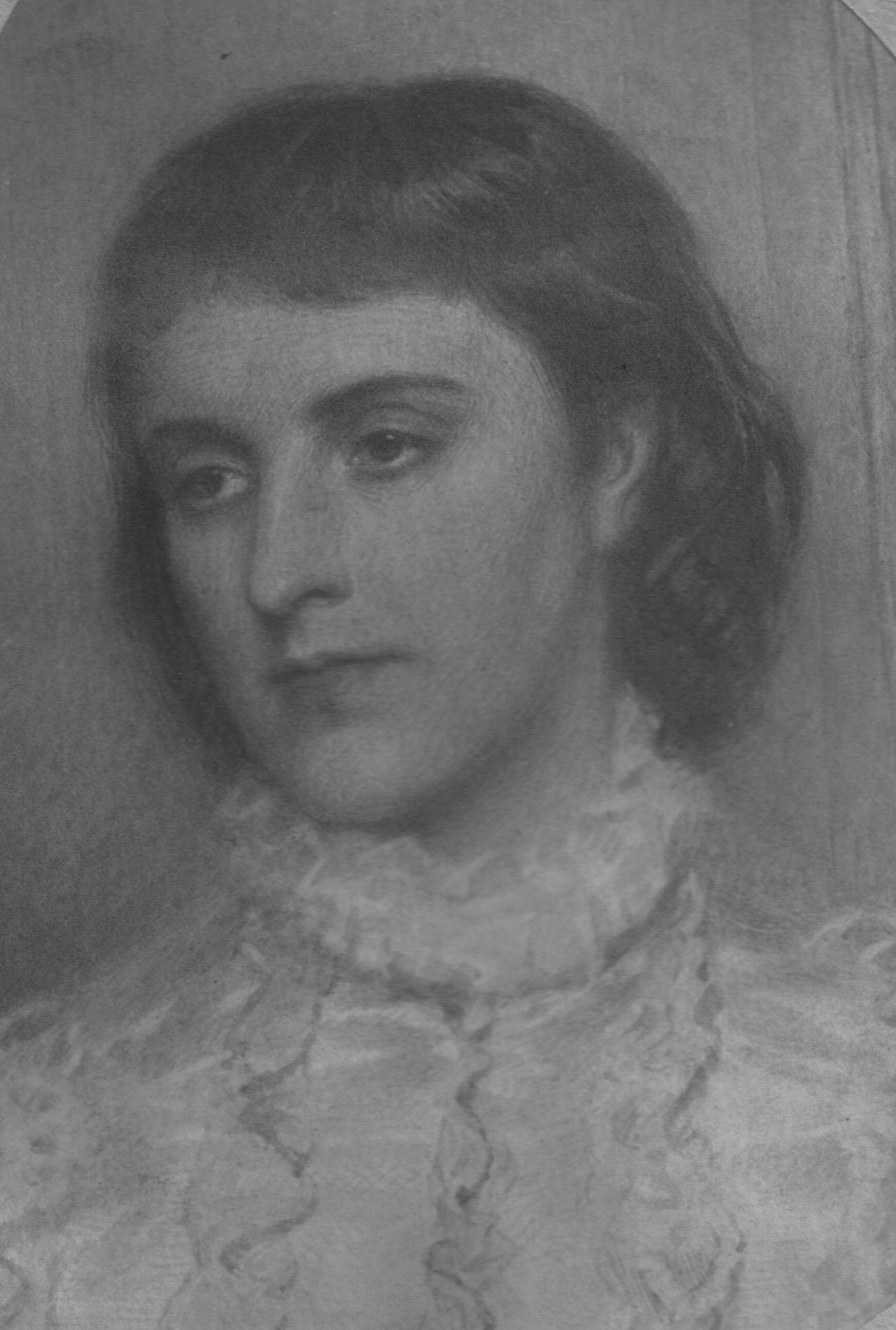
Edith Peers-Williams nel 1890

Mentre era sposato con Albertha, ebbe un figlio illegittimo, più tardi conosciuto come Guy Bertrand (4 novembre 1881), da Edith Peers-Williams (morta nel 1897), che era ancora sposata con Heneage Finch, VII conte di Aylesford (1849-1885). Per evitare lo scandalo, nel tentativo di fare pressioni su Lord Aylesford per far cadere la sua causa di divorzio, il fratello minore di Marlborough, Lord Randolph Churchill, minacciò la principessa di Galles Alessandra di Danimarca di denunciare pubblicamente la relazione che il marito di questa, il principe di Galles Alberto Edoardo intratteneva a sua volta con Lady Aylesford. Questi era in quel momento in India in visita ufficiale, ma quando fu informato dalla moglie andò su tutte le furie, ed impose alla madre, la regina Vittoria, di esiliare l'intera famiglia Marlborough dalla Corte. Per questo il duca venne nominato Lord luogotenente d'Irlanda e si trasferì a Dublino, insieme ai propri familiari.

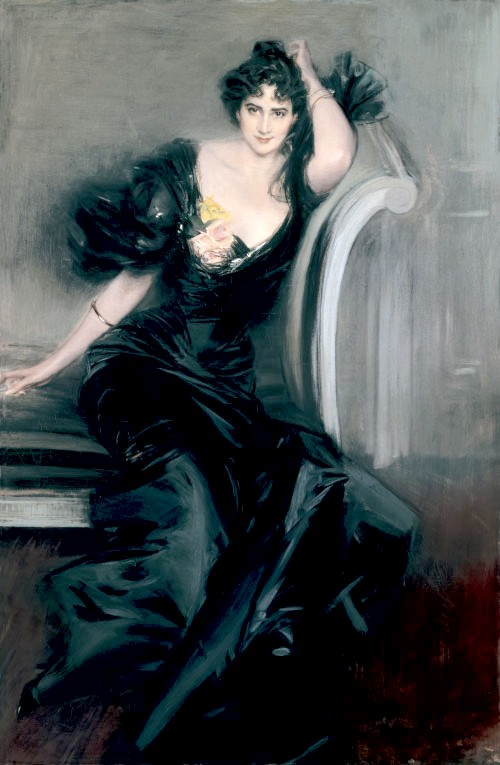
Ritratto di Lady Colin Campbell
Giovanni Boldini, 1897

Impenitente donnaiolo, il Duca fu anche immischiato in uno dei più rumorosi casi dell'epoca, il divorzio di Gertrude Elizabeth Blood, nota come Lady Colin Campbell. Egli venne infatti citato dal marito di questa, Lord Campbell, come testimone nella causa di divorzio

### Secondo matrimonio

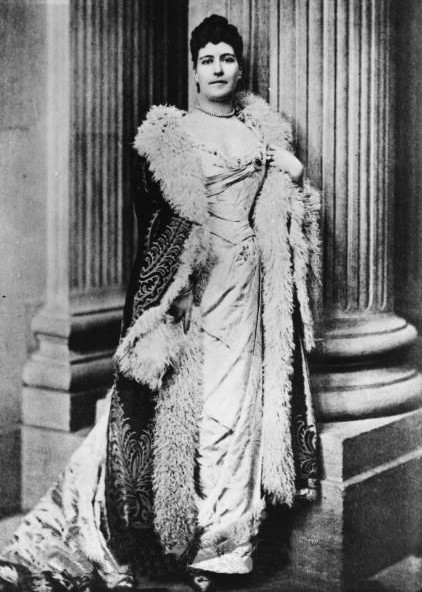
Lilian Warren Price nel 1895

Sposò in seconde nozze (Jane) Lilian Warren Price, vedova di Louis Carré Hamersley, un miliardario di New York, e figlia di Cicero Price. Il matrimonio civile ebbe luogo il 29 giugno 1888 nella New York City Hall, con la cerimonia officiata dal sindaco della città, Abram S. Hewitt. Una cerimonia religiosa seguì lo stesso giorno, nel coro della chiesa battista del Tabernacolo e presieduta dal suo ministro, il dott. Daniel C. Potter.
La coppia non ebbe figli.

### Morte
Il Duca di Marlborough morì il 9 novembre 1892, a 48 anni a Blenheim Palace; gli successe il suo unico figlio legittimo, Charles come Marchese di Blandford.

## Discendenza
Lord Malborough si sposo due volte:
- Dal primo matrimonio con Lady Albertha Frances Anne Hamilton nacquero:
  - Lady Frances Louisa Spencer-Churchill (1870–1954), sposò Sir Robert Gresley, XI Baronetto, ebbero quattro figli;
  - Charles Spencer-Churchill, IX duca di Marlborough (1871–1934);
  - Lady Lillian Maud Spencer-Churchill (1873–1951), sposò Alfred Grenfell, ebbero tre figli;
  - Lady Norah Beatrice Henriette Spencer-Churchill (1875–1946), sposò Francis Bradley-Birt, non ebbero figli.
- Con Lilian Warren Price, sua seconda moglie, non ebbe figli.

## Ascendenza
|                                                       |                                               |                                                      | Genitori                                       |  |  | Nonni |  |  | Bisnonni                                           |  |  | Trisnonni                                  |  |
|                                                       |                                               |                                                      |                                                |  |  |       |  |  | 8. George Spencer-Churchill, V duca di Marlborough |  |  | 16. George Spencer, IV duca di Marlborough |  |
|                                                       |                                               |                                                      |                                                |  |  |       |  |  | 8. George Spencer-Churchill, V duca di Marlborough |  |  | 16. George Spencer, IV duca di Marlborough |  |
|                                                       |                                               | 17. lady Caroline Russell                            |                                                |  |  |       |  |  | 8. George Spencer-Churchill, V duca di Marlborough |  |  |                                            |  |
| 4. George Spencer-Churchill, VI duca di Marlborough   |                                               |                                                      |                                                |  |  |       |  |  | 8. George Spencer-Churchill, V duca di Marlborough |  |  |                                            |  |
|                                                       |                                               | 9. lady Susan Stewart                                | 18. John Stewart, VII conte di Galloway        |  |  |       |  |  |                                                    |  |  |                                            |  |
|                                                       |                                               | 9. lady Susan Stewart                                | 18. John Stewart, VII conte di Galloway        |  |  |       |  |  |                                                    |  |  |                                            |  |
|                                                       |                                               | 9. lady Susan Stewart                                | 19. Anne Dashwood                              |  |  |       |  |  |                                                    |  |  |                                            |  |
| 2. John Spencer-Churchill, VII duca di Marlborough    |                                               | 9. lady Susan Stewart                                |                                                |  |  |       |  |  |                                                    |  |  |                                            |  |
|                                                       |                                               | 10. George Stewart, VIII conte di Galloway           | 20. John Stewart, VII conte di Galloway (= 18) |  |  |       |  |  |                                                    |  |  |                                            |  |
|                                                       |                                               | 10. George Stewart, VIII conte di Galloway           | 20. John Stewart, VII conte di Galloway (= 18) |  |  |       |  |  |                                                    |  |  |                                            |  |
|                                                       |                                               | 10. George Stewart, VIII conte di Galloway           | 21. Anne Dashwood (= 19)                       |  |  |       |  |  |                                                    |  |  |                                            |  |
| 5. lady Jane Stewart                                  |                                               | 10. George Stewart, VIII conte di Galloway           |                                                |  |  |       |  |  |                                                    |  |  |                                            |  |
|                                                       |                                               | 11. lady Jane Paget                                  | 22. Henry Paget, I conte di Uxbridge           |  |  |       |  |  |                                                    |  |  |                                            |  |
|                                                       |                                               | 11. lady Jane Paget                                  | 22. Henry Paget, I conte di Uxbridge           |  |  |       |  |  |                                                    |  |  |                                            |  |
|                                                       |                                               | 11. lady Jane Paget                                  | 23. Jane Champagné                             |  |  |       |  |  |                                                    |  |  |                                            |  |
| 1. George Spencer-Churchill, VIII duca di Marlborough |                                               | 11. lady Jane Paget                                  |                                                |  |  |       |  |  |                                                    |  |  |                                            |  |
|                                                       | 12. Robert Stewart, I marchese di Londonderry | 24. Alexander Stewart                                |                                                |  |  |       |  |  |                                                    |  |  |                                            |  |
|                                                       | 12. Robert Stewart, I marchese di Londonderry | 24. Alexander Stewart                                |                                                |  |  |       |  |  |                                                    |  |  |                                            |  |
|                                                       | 12. Robert Stewart, I marchese di Londonderry | 25. Mary Cowan                                       |                                                |  |  |       |  |  |                                                    |  |  |                                            |  |
| 6. Charles Stewart, III marchese di Londonderry       | 12. Robert Stewart, I marchese di Londonderry |                                                      |                                                |  |  |       |  |  |                                                    |  |  |                                            |  |
|                                                       |                                               | 13. lady Frances Pratt                               | 26. Charles Pratt, I conte di Camden           |  |  |       |  |  |                                                    |  |  |                                            |  |
|                                                       |                                               | 13. lady Frances Pratt                               | 26. Charles Pratt, I conte di Camden           |  |  |       |  |  |                                                    |  |  |                                            |  |
|                                                       |                                               | 13. lady Frances Pratt                               | 27. Elizabeth Jeffreys                         |  |  |       |  |  |                                                    |  |  |                                            |  |
| 3. lady Frances Anne Vane                             |                                               | 13. lady Frances Pratt                               |                                                |  |  |       |  |  |                                                    |  |  |                                            |  |
|                                                       |                                               | 14. sir Henry Vane-Tempest, II baronetto             | 28. sir Henry Vane, I baronetto                |  |  |       |  |  |                                                    |  |  |                                            |  |
|                                                       |                                               | 14. sir Henry Vane-Tempest, II baronetto             | 28. sir Henry Vane, I baronetto                |  |  |       |  |  |                                                    |  |  |                                            |  |
|                                                       |                                               | 14. sir Henry Vane-Tempest, II baronetto             | 29. Frances Tempest                            |  |  |       |  |  |                                                    |  |  |                                            |  |
| 7. lady Frances Vane-Tempest                          |                                               | 14. sir Henry Vane-Tempest, II baronetto             |                                                |  |  |       |  |  |                                                    |  |  |                                            |  |
|                                                       |                                               | 15. Anne Catherine MacDonnell, II contessa di Antrim | 30. Randal MacDonnell, I marchese di Antrim    |  |  |       |  |  |                                                    |  |  |                                            |  |
|                                                       |                                               | 15. Anne Catherine MacDonnell, II contessa di Antrim | 30. Randal MacDonnell, I marchese di Antrim    |  |  |       |  |  |                                                    |  |  |                                            |  |
|                                                       |                                               | 15. Anne Catherine MacDonnell, II contessa di Antrim | 31. hon. Letitia Morres                        |  |  |       |  |  |                                                    |  |  |                                            |  |
|                                                       |                                               | 15. Anne Catherine MacDonnell, II contessa di Antrim |                                                |  |  |       |  |  |                                                    |  |  |                                            |  |